# Parliament Hill
Parliament Hill (en francés: Colline du Parlement, en español: Colina del Parlamento), coloquialmente conocido como La Colina, es un área de tierras de la Corona en la orilla sur del río Ottawa en el centro de Ottawa, Ontario. Su suite de estilo neogótico de edificios sirve como la sede del Parlamento de Canadá y contiene una serie de elementos arquitectónicos de importancia simbólica nacional. Parliament Hill atrae a aproximadamente tres millones de visitantes cada año.
Originalmente, el sitio de una base militar en los siglos XVIII y XIX, el desarrollo de la zona en un recinto gubernamental comenzó en el año 1859, después de la reina Victoria eligió a Bytown, como la capital de la Provincia de Canadá. Tras una serie de extensiones para el parlamento y edificios de departamentos y un incendio en 1916 que destruyó el edificio central, Parliament Hill tomó su actual forma con la terminación de la Torre de la Paz en el año 1927. Desde 2002, un amplio proyecto de renovación y rehabilitación con un valor de $1000 millones, ha estado en marcha a lo largo de todos los edificios del recinto; no se espera que el trabajo esté completo hasta después del año 2020.

## Historia

### Inicios
Parliament Hill es un afloramiento de piedra caliza con una tapa de suave pendiente que estaba cubierto originalmente en el bosque primitivo de Haya y Cicuta. Durante cientos de años, la colina sirvió como un hito en el río de Ottawa para las primeras naciones y, más tarde, los comerciantes europeos, los aventureros y los industriales, con motivo de su viaje al interior del continente. Desde ese entonces fue llamado Ottawa y fundado  por Bytown, los constructores del Canal Rideau utilizaron la colina como un lugar para una base militar, dándole el nombre de Barrack Hill. Una gran fortaleza fue planeada para el sitio, pero nunca fue construida, y, a mediados del siglo XIX la colina había perdido su importancia estratégica.

### Para leer más
- Bourrie, Mark (1996).  Hounslow Press, ed. Canada's Parliament Buildings. ISBN 0-88882-190-5. Consultado el 12 de octubre de 2015.
- Van Dusen, Thomas; Susan Code (1998).  General Store Publishing House, ed. Inside the tent: forty-five years on Parliament Hill. ISBN 1-896182-86-0. Consultado el 12 de octubre de 2015.
- Young, Carolyn Ann (1995).  McGill-Queen's University Press, ed. The glory of Ottawa: Canada's first parliament buildings. ISBN 0-7735-1227-6. Consultado el 12 de octubre de 2015.

- Datos: Q1589289
- Multimedia: Parliament Hill, Ottawa / Q1589289